# Termidorianos

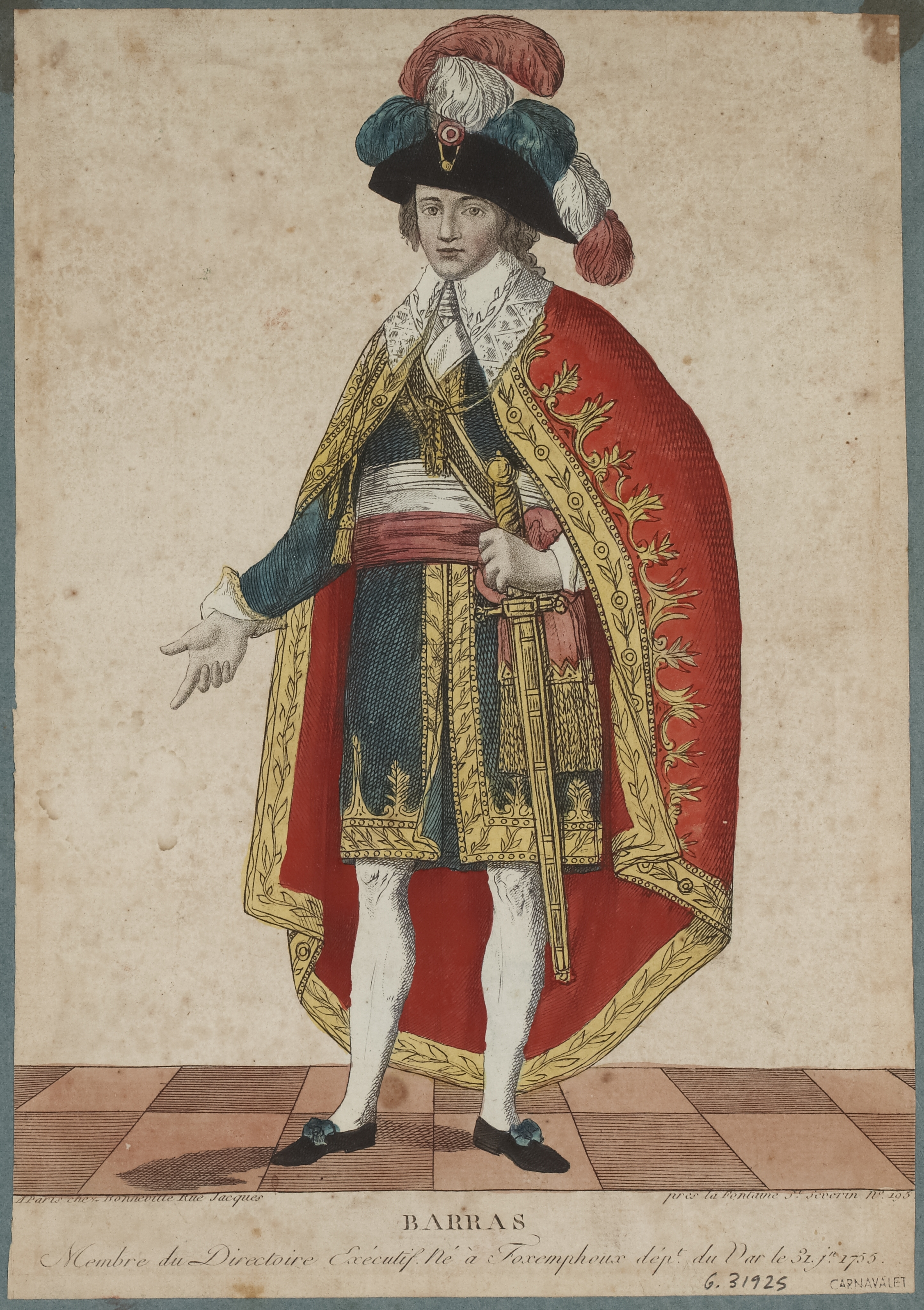
Paul Barras en traje oficial como miembro del Directorio.

Los termidorianos (en francés: Thermidoriens), llamados así por el mes de Termidor) fueron un grupo político durante la Primera República Francesa. Se formaron en 1794 y dominaron el último año de la Convención Nacional, que durante esta fase se conoció como la Convención Termidoriana ( en francés: Convention thermidorienne), y el gobierno del Directorio hasta el ascenso de Napoleón Bonaparte en 1799.

## Historia
El grupo recibió su nombre por la Reacción Termidoriana de 1794, cuando sus miembros, liderados por Paul Barras, Jean-Lambert Tallien y Joseph Fouché, derrocaron a Maximilien Robespierre y Louis Antoine de Saint-Just, quienes fueron ejecutados con sus partidarios el 27 de julio de 1794. Los diputados que apoyaron la Reacción fueron los siguientes:
- Moderados (miembros de Le Maraise) como Emmanuel Joseph Sieyès, Jean de Cambacérès y Boissy d'Anglas
- Los montañeses opuestos a Robespierre como Tallien y Jean-Baptiste Carrier
- Miembros del Comité de Salvación Pública como Barras, Bertrand Barère, Lazare Carnot, Marc Vadier, Jean Amar y Collot d'Herbois

En los días siguientes, los termidorianos consiguieron la mayoría en la Convención Nacional . En 1795 se introdujo una nueva constitución, se disolvió la Convención Nacional y el Directorio pasó a ser el nuevo gobierno. Al igual que la constitución, los termidorianos enfatizaron los valores burgueses : conservadores en temas sociales y liberales en temas económicos .
Después de las elecciones de 1795, los termidorianos obtuvieron la mayoría en el Consejo de los Quinientos, la nueva cámara baja. En París, el grupo creó una sede en el Hotel de Noailles y Paul Barras se convirtió en su líder.
El Directorio duró hasta 1799, cuando el golpe de Estado del 18 de Brumario llevó al poder a Napoleón Bonaparte ; el Directorio fue reemplazado por un Consulado con Bonaparte como Primer Cónsul . Después del golpe, las diversas fuerzas parlamentarias, incluidos los termidorianos, fueron disueltas.

## Resultados electorales
| Consejo de los Quinientos |                        |                    |                                 |     |             |
| Año electoral             | N.º de votos generales | % del Voto general | N.º de escaños ganados en total | +/– | Líder       |
| 1795                      | 12.600 (1.º)           | 42.0               | 242/750                         | –   | Paul Barras |
| 1797                      | Desconocido (3.º)      | Desconocido        | 91/657                          | 151 |             |
| 1798                      | Desconocido (2.º)      | 29.3               | 387/807                         | 296 | Paul Barras |